# Pasture Beck
Der Pasture Beck ist ein kleiner Fluss im Lake District, Cumbria, England. Der Fluss entspringt der Threstwaite Cove am Nordhang von Stony Cove Pike und Thornthwaite Crag und fließt in nördlicher Richtung. Der Pasture Beck bildet mit dem Ausfluss des Brothers Water See den Goldrill Beck.